# René Arnoux
René Alexandre Arnoux (n. 4 iulie 1948, Pontcharra, Isère, Franța) este un fost pilot de Formula 1. A participat în 165 de Mari Premii pentru Campionatul Mondial,câștigând șapte dintre ele, obținând 22 de podiumuri și 181 de puncte în carieră. Cel mai bun final al său în Campionatul Mondial la Piloți a fost locul 3 în 1983 pentru Ferrari. În 1977, Arnoux a câștigat Campionatul European de Formula 2. În 2006, el a participat în sezonul inaugural al seriei Grand Prix Masters pentru șoferii retrași din Formula 1.

## Cariera în Formula 1
| Sezon | Echipă          | Număr puncte | Loc clasament general |
| ----- | --------------- | ------------ | --------------------- |
| 1978  | Martini Surtees | 0            | 26                    |
| 1979  | Renault         | 17           | 8                     |
| 1980  | Renault         | 29           | 6                     |
| 1981  | Renault         | 11           | 9                     |
| 1982  | Renault         | 28           | 6                     |
| 1983  | Ferrari         | 49           | 3                     |
| 1984  | Ferrari         | 27           | 6                     |
| 1985  | Ferrari         | 3            | 19                    |
| 1986  | Ligier          | 14           | 10                    |
| 1987  | Ligier          | 1            | 20                    |
| 1988  | Ligier          | 0            | 28                    |
| 1989  | Ligier          | 2            | 24                    |

1. ↑  Autoritatea BnF, accesat în 10 octombrie 2015